# Ornimegalonyx
Ornimegalonyx, noto anche come gufo gigante di Cuba o gufo corridore, è un gufo vissuto a Cuba tra il Pleistocene e l'Olocene.

## Un grande gufo dalle zampe lunghe
Alto circa un metro, questo animale è il più grande gufo mai esistito. Le dimensioni delle zampe posteriori, allungatissime, sono il doppio di quelle dell'odierno gufo americano (Bubo virginianus), uno dei più grandi strigiformi attuali. L'allungamento delle zampe fa supporre che questo gufo fosse un predatore terrestre in grado di correre velocemente per catturare le sue prede. La riduzione delle ali, invece, ha portato gli scienziati a ritenere che queste fossero decisamente inadatte al volo. Il gufo gigante di Cuba probabilmente predava i grandi roditori dell'isola come Capromys e gli strani insettivori dei generi Nesophontes e Solenodon. Lo studioso Oscar Arrendondo, nel 1982, ha descritto quattro diverse specie di Ornimegalonyx, la più nota e grande delle quali è Ornimegalonyx oteroi.

## I giganti delle isole
Lo sviluppo di questi uccelli giganti predatori a Cuba è dovuto all'assenza (o quasi) di mammiferi carnivori in grado di esercitare il ruolo di superpredatore. L'unico resto attribuibile a un mammifero carnivoro è un frammento di mascella di canide, denominato Cubacyon transversidens. La presenza di giganteschi uccelli rapaci sulle isole sprovviste di mammiferi predatori è un fenomeno relativamente conosciuto: nel Pleistocene, la Nuova Zelanda era la patria dell'aquila Harpagornis moorei, cacciatrice dei grandi moa, mentre il Madagascar era abitato da Stephanoaetus mahery, più grande dell'assai simile Stephanoaetus coronatus, attualmente vivente in Africa.  Da ricordare anche un caso italiano: quando il Gargano era un'isola, nel Pliocene, vi vivevano la poiana gigante Garganoaetus freudenthali e il grande barbagianni Tyto gigantea.